# Eduardo Cavanna del Val
Eduardo Cavanna del Val (8 de diciembre de 1875 - ?) fue un militar español.
Ingresó en la Academia General Militar el 28 de agosto de 1891, y se licenció como Alférez de Artillería en 1894, siendo el primero de su promoción. Participó en la Guerra de Marruecos y posteriormente mandó varias unidades, como el Regimiento de Artillería de Costa n.º 4 y el Regimiento de Artillería ligera n.º 5, alcanzando el rango de coronel en 1929. Ascendió al rango de general de brigada el 29 de diciembre de 1933. En julio de 1936 era comandante de la 3.ª Brigada de Artillería, con sede en Valencia. Aunque se mantuvo fiel a la República, hubo sospechas sobre su fidelidad al ser considerado "políticamente indeciso". Finalmente fue exonerado y aunque llegó a ocupar puestos militares en Valencia, durante el resto de la contienda no tuvo ningún mando en el Ejército republicano.